# Beautiful (canción de Akon)
«Beautiful» —en español: «Hermosa»— es una canción del cantante de hip hop Akon asistido por Colby O'Donis y Kardinal Offishall. Fue lanzado como el tercer sencillo del álbum Freedom.
Akon ha grabado un dueto con la cantante mexicana Dulce María, que llegó a grabar un videoclip dirigido por Gil Green y también llegó a cantar en vivo en una entrega de premios en México. Otra versión fue lanzada con la participación de la cantante brasileña Negra Li La canción también ganó un videoclip.

## Lista de canciones
Sencillo en CD en Reino Unido y Europa
1. "Beautiful" (Feat. Kardinal Offishall & Colby O'Donis) - 5:13
2. "I'm So Paid" (Feat. Lil Wayne & Young Jeezy) - 4:29

## Posicionamiento en listas y certificaciones

### Listas semanales
| Listas (2008–09)                            | Mejor posición |
| ------------------------------------------- | -------------- |
| Alemania (Media Control AG)                 | 34             |
| Australia (ARIA)                            | 14             |
| Austria (Ö3 Austria Top 40)                 | 42             |
| Bélgica (Flandes) (Ultratop 50)             | 38             |
| Bélgica (Valonia) (Ultratip Bubbling Under) | 3              |
| Canadá (Hot 100)                            | 11             |
| República Checa (Rádio Top 100)             | 18             |
| Eslovaquia (Rádio Top 100)                  | 22             |
| Estados Unidos (Billboard Hot 100)          | 19             |
| Estados Unidos (Pop Songs)                  | 11             |
| Estados Unidos (Hot R&B/Hip-Hop Songs)      | 61             |
| Estados Unidos (Hot Dance Club Songs)       | 5              |
| European Hot 100                            | 29             |
| Hungría (Rádiós Top 40)                     | 2              |
| Irlanda (IRMA)                              | 13             |
| Israel (Media Forest)                       | 7              |
| Noruega (VG-lista)                          | 16             |
| Nueva Zelanda (Recorded Music NZ)           | 13             |
| Países Bajos (Dutch Top 40)                 | 12             |
| Suecia (Sverigetopplistan)                  | 28             |
| Suiza (Schweizer Hitparade)                 | 34             |

### Certificaciones
| País           | Organismo certificador | Certificación    | Ref.   |
| -------------- | ---------------------- | ---------------- | ------ |
| Australia      | ARIA                   | Disco de Platino | [ 19 ] |
| Estados Unidos | RIAA                   | Disco de Platino | [ 20 ] |